# 群心菜属
群心菜属（学名：Cardaria）是十字花科下的一个属，为多年生草本植物。该属共有4－5种，分布于地中海地区、亚洲和美洲。
现为独行菜属（Lepidium L.）的异名。